# Ulrich Claesges
Ulrich Claesges (* 13. März 1937 in Krefeld) ist ein emeritierter deutscher Philosoph.

## Leben
Claesges studierte seit 1957 Soziologie, Germanistik und Philosophie an der Universität Köln, wo er zwischen 1961 und 1964 zunächst als studentische, dann als wissenschaftliche Hilfskraft arbeitete. 1963 wurde er mit der Arbeit Edmund Husserls Theorie der Raumkonstitution bei Ludwig Landgrebe in Köln promoviert. Im Jahre 1971 habilitierte er sich mit der Schrift Geschichte des Selbstbewusstseins und wurde außerplanmäßiger Professor (apl. Prof.) für Philosophie.
Seit 1980 lehrte Ulrich Claesges als Professor für Philosophie an der Universität zu Köln sowie als Vorstandsmitglied am Philosophischen Seminar, derzeit als Emeritus in den Bereichen Kant, Deutscher Idealismus und Analytische Philosophie. Sein Forschungsschwerpunkt ist die Phänomenologie von Edmund Husserl. Er ist Mitglied des Center for Advanced Research in Phenomenology.
Seit 1957 ist Claesges Mitglied der katholischen Studentenverbindung KDStV Rappoltstein (Straßburg) Köln im CV.

## Schriften
- Ulrich Claesges: Edmund Husserls Theorie der Raumkonstitution. Nijhoff, Den Haag 1964, ISBN 90-247-0251-8 (Dissertation).
- Ulrich Claesges (Hrsg.): Perspektiven transzendental-phänomenologischer Forschung. Für Ludwig Landgrebe zum 70. Geburtstag von seinen Kölner Schülern. Nijhoff, Den Haag 1972, ISBN 90-247-1313-7.
- Ulrich Claesges: Geschichte des Selbstbewusstseins. Der Ursprung des spekulativen Problems in Fichtes Wissenschaftslehre von 1794–95. Nijhoff, Den Haag 1974, ISBN 90-247-1621-7 (Habilitationsschrift).
- Ulrich Claesges: Darstellung des erscheinenden Wissens. Systematische Einleitung in Hegels Phänomenologie des Geistes. Bouvier, Bonn 1981, ISBN 3-416-01607-6.
- Ulrich Claesges: Der maskierte Gedanke. Nietzsches Aphorismenreihe „Von den ersten und letzten Dingen“. Königshausen & Neumann, Würzburg 1999, Verlagsbeschreibung, ISBN 3-8260-1632-7.
- Zum Problem der enzyklopädischen Phänomenologie (1990)